# Lista odcinków serialu Morderstwa w Midsomer
Poniżej znajduje się lista wszystkich odcinków brytyjskiego serialu kryminalnego Morderstwa w Midsomer.

## Pilot (1997)
| Tytuł                                                     | Scenariusz                        | Reżyseria         | Premiera      | Obsada | Historia | TV.com link |
| --------------------------------------------------------- | --------------------------------- | ----------------- | ------------- | --- | --- | ----------- |
| Zabójstwa w Badger's Drift The Killings at Badger's Drift | Anthony Horowitz, Caroline Graham | Jeremy Silberston | 23 marca 1997 | Renée Asherson, Elizabeth Spriggs, Richard Cant, Emily Mortimer, Jonathan Firth, Bill Wallis, Diana Hardcastle, Jessica Stevenson, Rosalie Crutchley | Starsza pani, Emily Simpson zostaje zamordowana w swoim domu. Barnaby i Troy muszą przesłuchać wielu mieszkańców Badger's Drift. Wychodzi na jaw, że Badger's Drift spokojną wioską jest tylko z pozoru. Popełnione zostaje kolejne makabryczne morderstwo. |             |

## Sezon pierwszy (1998)
| Tytuł                                  | Scenariusz                         | Reżyseria         | Premiera         | Obsada | Historia | TV.com link |
| -------------------------------------- | ---------------------------------- | ----------------- | ---------------- | --- | --- | ----------- |
| Zapisane krwią Written in blood        | Anthony Horowitz, Caroline Graham  | Jeremy Silberston | 22 marca 1998    | Robert Swann, Judith Scott, David Troughton, Jane Booker, Joanna David, Anna Massey, John Shrapnel, Una Stubbs                                                                            | Następnego dnia, po spotkaniu Literackiego Koła Midsomer Worthy, Gerald Hadleigh zostaje znaleziony martwy. Na spotkaniu koła obecny był autor bestsellerów Max Jennings, którego Gerald nie chciał zaprosić. Niestety nie można ustalić nic na temat zmarłego, nie ma śladów o jego rodzinie, ubezpieczenia, aktu ślubu, o którym powinny świadczyć znalezione zdjęcia.                                 |             |
| Śmierć na scenie Death of a Hollow Man | Caroline Graham                    | Jeremy Silberston | 29 marca 1998    | Nicholas Le Prevost, Denyse Alexander, Debra Stephenson, Sarah Badel, Nick Woodeson, Richard Huw, Bernard Hepton, Angela Pleasence, Janine Duvitski, Ian Fitzgibbon, Geoffrey Hutchings   | Ciało Agnes Grey zostaje znalezione w rzece. Po oględzinach wychodzi na jaw że została utopiona. Jej kuzyn, Esslyn Carmichael, ginie podczas amatorskiego przedstawienia Amadeusza, reżyserowanego przez Harolda Winstanleya. |             |
| Wierna do śmierci Faithful unto Death  | Caroline Graham, Douglas Watkinson | Baz Taylor        | 22 kwietnia 1998 | Mark Bazeley, Roger Allam, Lesley Vickerage, Paul Brooke, Rosalind Ayres, Tessa Peake-Jones, Paul Chapman, Michele Dotrice, Sophie Stanton, David Daker, Peter Jones, Eleanor Summerfield | Gray Patterson i Alan Hollingsworth kłócą się na festynie w Morton Fendle o inwestycję Graya w budowę centrum rzemieślniczego. Jeszcze kilku lokalnych biznesmenów powierzyło swe pieniądze Alanowi i uważają, że zostali oszukani. Wtem ginie żona Hollingsworth – Barnaby uważa, że została porwana i umieszcza Alana pod obserwacją. Ten jednak wymyka się policji, biorąc ze sobą pieniądze na okup. |             |
| Śmierć w przebraniu Death in Disguise  | Caroline Graham, Douglas Watkinson | Baz Taylor        | 6 maja 1998      | Robert Pickavance, Col Farrell, Diane Bull, Judy Cornwell, Charles Kay, Stephen Moyer, Anna Bolt, Tilly Blackwood, Daniel Hart, Michael Feast, Miles Anderson, Susan Tracy                | W lokalnym zgromadzeniu New Age, „Lodge of the Golden Windhorse”, Bill Carter, jeden z jej założycieli zostaje znaleziony martwy, ze skręconym karkiem leżąc na dole schodów. Mieszkańcy twierdzą, że to wypadek, czego dowodem ma być bijący od Billa zapach alkoholu. Jednak to wcale nie jest pewne.                                                                                                  |             |

## Sezon drugi (1999)
| Tytuł                             | Scenariusz        | Reżyseria         | Premiera         | Obsada | Historia | TV.com link |
| --------------------------------- | ----------------- | ----------------- | ---------------- | ------ | --- | ----------- |
| Cień śmierci Death’s Shadow       | Anthony Horowitz  | Jeremy Silberston | 20 stycznia 1999 |        | Lokalny przedsiębiorca z Badger's Drift, gdzie Barnaby pragnie odnowić przysięgę małżeńską, Richard Bayly, dowiaduje się, że ma złośliwy nowotwór mózgu. W nocy zostaje zamordowany przy użyciu rapiera należącego do miejscowego wikarego Stephena Wentwortha.                                                  |             |
| Las Dusiciela Strangler's Wood    | Anthony Horowitz  | Jeremy Silberston | 3 lutego 1999    |        | W lesie, gdzie kilkanaście lat temu miało miejsce kilka niewyjaśnionych morderstw – od nich pochodzi jego potoczna nazwa – Las Dusiciela, zostaje znaleziona uduszona latynoska. W okolicy zaczynają krążyć pogłoski, że seryjny morderca powrócił.                                                              |             |
| Wyścig z czasem Dead Man’s Eleven | Anthony Horowitz  | Jeremy Silberston | 12 września 1999 |        | Troy gra w drużynie krykietowej z Midsomer Worthy przeciwko drużynie z Fletchers Cross, którą prowadzi Robert Cavendish – lokalny posiadacz ziemski i właściciel kopalni w której kilkanaście lat temu w wypadku zginął robotnik. Tara Cavendish, żona Roberta, zostaje przez kogoś zatłuczona krykietową pałką. |             |
| Wyda was krew Blood Will Out      | Douglas Watkinson | Moira Armstrong   | 19 września 1999 |        | Do Martyr Warren przybywają dwie wędrowne, cygańskie grupy. Przeszkadza to mieszkającemu tam majorowi, Hectorowi Bridgesowi, który próbuje pozbyć się ich. Gdy Hector zostaje zastrzelony okazuje się, iż miał wielu wrogów.                                                                                     |             |

## Sezon trzeci (1999/2000)
| Tytuł                               | Scenariusz          | Reżyseria         | Premiera         | Obsada        | Historia | TV.com link |
| ----------------------------------- | ------------------- | ----------------- | ---------------- | ------------- | --- | ----------- |
| Śmierć włóczęgi Death of a Stranger | Douglas Livingstone | Peter Cregeen     | 31 grudnia 1999  |               | W Upper Marshwood odbywa się konne polowanie. Mieszkający w lesie włóczęga, słysząc obławę zaczyna uciekać by ukryć się w lesie. Potyka się i wpada do dołu z zastawionymi wnykami. Gdy zostaje znaleziony okazuje się, że ktoś go zamordował. Tymczasem Barnaby jest na urlopie we Francji, a za sprawę bierze się przechodzący na emeryturę Ron Pringle – uważany przez nadinspektora za partacza. |             |
| Fałszywy trop Blue Herrings         | Hugh Whitemore      | Peter Smith       | 22 stycznia 2000 |               | Barnaby planuje zająć się dekoracją nowego domu. Odwiedza też swoją ciocię Alice w domu opieki Lawnside, odpoczywającą po operacji. Gdy jedna z pensjonariuszek umiera, Alice zwierza się siostrzeńcowi, że według niej nie był to zgon z przyczyn naturalnych. W nocy słyszała, że ktoś zakradł się do ośrodka.                                                                                     |             |
| Sądny dzień Judgement Day           | Anthony Horowitz    | Jeremy Silberston | 29 stycznia 2000 | Orlando Bloom | W Midsomer Mallow złodziej zostaje zabity widłami. Mieszkańcy martwią się, że wpłynie to na ich szanse w konkursie na idealną miejscowość. |             |
| Cień zza grobu Beyond the Grave     | Douglas Watkinson   | Moira Armstrong   | 5 lutego 2000    |               | Według mieszkańców Aspern Tallow ich miejscowość jest nawiedzona. Gdy na cmentarzu zostaje znaleziony trup, Barnaby i Troy muszą znaleźć ducha. |             |

## Sezon czwarty (2000/2001)
| Tytuł                                      | Scenariusz          | Reżyseria         | Data produkcji Premiera                     | Obsada | Historia | TV.com link |
| ------------------------------------------ | ------------------- | ----------------- | ------------------------------------------- | --- | --- | ----------- |
| Ogród Śmierci Garden of Death              | Christopher Russell | Peter Smith (I)   | Czerwiec / lipiec 2000 10 września 2000     | Belinda Lang, Neil Dudgeon, Margaret Tyzack, Victoria Hamilton, Sarah Alexander, Frederick Treves, Tom Chadbon                          | W Midsomer Deverell, rodzina Inkpenów pragnie zmienić pamiątkowy ogród ufundowany przez poprzedniego właściciela w herbaciarnię. Budzi to duży sprzeciw mieszkańców. Fliss Inkpen zostaje znaleziona w ogrodzie martwa, z rozbitą czaszką.                                              |             |
| Anioł śmierci Destroying Angel             | David Hoskins       | David Tucker      | Lipiec / sierpień 2000 26 sierpnia 2001     | Samantha Bond, Rosemary Leach, Robert Lang, Abigail McKern, Tom Ward, Jonathan Coy, Tony Haygarth, Edward Jewesbury                     | Gregory Chambers oglądając rzadkie okazy grzybów zostaje zastrzelony z łuku. Dzieje się to w dniu pogrzebu Karla Wainrighta, który zostawił Gregory’emu, jako jednemu z 4 spadkobierców swój hotel. Tymczasem pozostałym spadkobiercą zaczynają się przydarzać niebezpieczne wypadki... |             |
| Elektryczna Vendetta Electric Vendetta     | Terry Hodgkinson    | Peter Smith (I)   | Sierpień / wrzesień 2000 2 września 2001    | John Woodvine, Ursula Howells, Amanda Mealing, Alec McCowen, Kenneth Colley, Patrick Baladi, Donald Gee, Charmian May                   | W zbożowym kręgu, w Midsomer Parva, zostaje znalezione ciało kryminalisty. Lokalny ufolog twierdzi, że to sprawka kosmitów, Barnaby nie jest jednak do tego przekonany. W aktywność kosmitów przestaje wierzyć gdy zostaje znalezione kolejne ciało.                                    |             |
| Dziecięca wyliczanka Who Killed Cock Robin | Jeremy Paul         | David Tucker      | Wrzesień / październik 2000 9 września 2001 | Ian McNeice, Jane Lapotaire, Noah Huntley, Polly Maberly, Mick Ford, Linda Marlowe, Yolanda Vasquez, Larry Lamb                         | Barnaby spotyka starego nieprzyjaciela, Melvyna Stockharda, z Midsomer Magna, którego córka wychodzi za mąż. Gdy zostaje zamordowany ojciec drużby, Barnaby musi rozwiązać kolejną sprawę.                                                                                              |             |
| Ponura jesień Dark Autumn                  | Peter J. Hammond    | Jeremy Silberston | Listopad / grudzień 2000 16 września 2001   | Rupert Walz, Celia Imrie, Robert Glenister, Gillian Kearney, Nicky Henson, Philip Whitchurch, Alan Howard, Morris Perry, Adam Blackwood | Miejscowy listonosz-podrywacz Dave Cutler, zostaje znaleziony martwy, zabity sierpem. Potem, jak zwykle, w spokojnej wiosce Goodman's Land następuje po sobie kilka morderstw. |             |
| Zepsuty Owoc Tainted Fruit                 | David Hoskins       | Peter Smith (I)   | Kwiecień / maj 2001 23 września 2001        | Ann Bell, Benjamin Whitrow, Claire Price, Lucy Punch, Adrian Rawlins, Eleanor David, John McGlynn                                       | Arogancka piękność Melissa Townsend otrzymuje listy z pogróżkami. Nie traktuje ich zbyt poważnie. Nie trzeba długo czekać by ktoś spełnił obietnice z listów – Melissa zostaje zamordowana.                                                                                             |             |

## Sezon piąty (2002)
| Tytuł                                                         | Scenariusz          | Reżyseria       | Data produkcji Premiera                     | Obsada | Historia | TV.com link |
| ------------------------------------------------------------- | ------------------- | --------------- | ------------------------------------------- | --- | --- | ----------- |
| Rynek śmierci Market for Murder                               | Andrew Payne        | Sarah Hellings  | Sierpień / wrzesień 2001 2 czerwca 2002     | Jesse Birdsall Anton Rodgers Angela Thorne Rupert Vansittart Barbara Leigh-Hunt Dilys Laye Caroline Harker Serena Gordon Christopher Ravenscroft | Wdowa Marjorie Empson prowadząca damskie kółko literackie, zostaje zamordowana. Okazuje się, że kółko to tylko przykrywka – panie zajmowały się grą na giełdzie. Okazuje się ze gra przyniosła spore zyski. Tymczasem antypatyczny dorobkiewicz Selwy Proctor ledwo unika morderstwa. |             |
| Leśne jezioro A Worm in the Bud                               | Michael Russell     | Sarah Hellings  | Wrzesień / październik 2001 23 czerwca 2002 | Wendy Craig Ian Hogg Emily Joyce Gillian Barge Adam Kotz                                                                                         | Simon Bartlett jest przeciwko wycince lasu, jak większość okolicznych mieszkańców. Sprawy się komplikują gdy jego cierpiąca na depresje żona zostaje znaleziona martwa.Barnaby musi się dowiedzieć czy było to samobójstwo, czy morderstwo.                                           |             |
| Dzwony śmierci Ring Out Your Dead                             | Christopher Russell | Sarah Hellings  | Czerwiec / lipiec 2001 15 września 2002     | Gemma Jones Hugh Bonneville Dugald Bruce Lockhart Gwen Taylor Graham Crowden Carmen du Sautoy Adrian Scarborough                                 | Dzwonnicy z Midsomer Wellow przygotowują się do ważnego konkursu, jednak wkrótce okazuje się, że ktoś zaczyna zabijać członków zespołu. |             |
| Morderstwo w dniu Świętego Malleya Murder on St. Malley’s Day | Andrew Payne        | Peter Smith (I) | Lipiec / sierpień 2001 22 września 2002     | Anna Maxwell Martin Jeremy Child Jane How Patrick Godfrey Roger Brierley                                                                         | Daniel Talbot, uczeń w prestiżowej szkoły Devington zostaje zamordowany w dniu śmierci swojego dziadka. Barnaby i Troy odkrywają ze Danie był członkiem szkolnego klubu Pudding, którego członkowie wiedzą więcej niż chcą powiedzieć.                                                |             |

## Sezon szósty (2003)
| Tytuł                                           | Scenariusz       | Reżyseria         | Data produkcji Premiera                      | Obsada | Historia | TV.com link |
| ----------------------------------------------- | ---------------- | ----------------- | -------------------------------------------- | --- | --- | ----------- |
| Talent do życia A Talent for Life               | David Hoskins    | Sarah Hellings    | Maj / czerwiec 2002 3 stycznia 2003          | Honor Blackman Amanda Root Jeff Rawle Susan Wooldridge James Hazeldine Philip Franks Peter Cellier                    | Barnaby prowadzi sprawę podwójnego morderstwa – ekscentrycznej, 75-letniej wdowy Isobel Hewitt, prowadzącej wystawne i szybkie życie, i lekarza Duncana Goffa. Troy szybko zaczyna podejrzewać młodszego chłopaka Isobel – Quentina Roka. |             |
| Śmierć i sny Death and Dreams                   | Peter J. Hammond | Peter Smith (I)   | Czerwiec / lipiec 2002 10 stycznia 2003      | Isla Blair Jan Ravens Perdita Weeks Stuart Bunce Philip Fox                                                           | Martin Wroth zostaje znaleziony martwy, najprawdopodobniej popełnił samobójstwo – miał problemy i popadł w depresję. Barnaby ma jednak przeczucie, że za jego śmiercią kryje się morderstwo. Podczas śledztwa spotyka starą znajomą, Dr Jane Moore, prowadząca ośrodek pomocy do którego uczęszczał Martin.                                                                                         |             |
| Malowane krwią Painted in Blood                 | Andrew Payne     | Sarah Hellings    | Lipiec / sierpień 2002 17 stycznia 2003      | Leslie Phillips John Sessions Barbara Durkin Andrew Lancel Clive Merrison Denise Black Sheila Reid                    | Ruth Fairfax, starsza pani, którą Joyce Barnaby znajduje martwą podczas zajęć z malowania, okazuje się 30-letnią tajną agentką Angelą Browning szukającą dużej sumy pieniędzy, która została skradziona przed laty na lotnisku Heathrow. Barnaby zostaje odsunięty od sprawy, jednak próbuje prowadzić je dalej w czym pomaga mu Troy – wzięty pod skrzydła przez dwóch wielkomiejskich detektywów. |             |
| Opowieść o dwóch wioskach A Tale of Two Hamlets | Alan Plater      | Peter Smith (I)   | Wrzesień / październik 2002 24 stycznia 2003 | Beth Goddard Phoebe Nicholls Ronald Pickup Christopher Good Anne Reid Jo Stone-Fewings Tim Preece                     | Arogancki aktor Larry Smith zostaje zamordowany podczas premiery swojego nowego filmu – wchodzi do letniej altanki, która na oczach zgromadzonej widowni, nagle wybucha. Reżyser filmu Dom Szatana ginie porażony prądem podczas ćwiczeń na rowerze treningowym. Barnaby i Troy wkrótce odkrywają stuletni spór między mieszkańcami Górnego i Dolnego Warden.                                       |             |
| Drapieżcy Birds of Prey                         | Michael Russell  | Jeremy Silberston | Październik / listopad 2002 31 stycznia 2003 | Richard Todd Kate Buffery David Calder Rosalind Knight Anton Lesser Alexandra Gilbreath Trevor Cooper Kenneth Gilbert | Julian Shepherd, który zainwestował większość swoich pieniędzy w nowy wynalazek Charlesa Edmontona, zostaje znaleziony w jeziorze. Nie wiadomo czy jest to morderstwo, czy samobójstwo związane z problemami finansowymi. Gdy ginie mieszkaniec wioski, próbujący ukraść jaja sokołów wdowie po Charlesie, Barnaby i Troy muszą rozwiązać kolejną sprawę.                                           |             |

## Sezon siódmy (2003/2004)
| Tytuł                                   | Scenariusz           | Reżyseria         | Data produkcji Premiera                      | Obsada | Historia | TV.com link |
| --------------------------------------- | -------------------- | ----------------- | -------------------------------------------- | --- | --- | ----------- |
| Zielony Jaś The Green Man               | Michael Russell      | Sarah Hellings    | Maj / czerwiec 2003 2 listopada 2003         | Cherie Lunghi Henry Cavill David Bradley Tim Woodward John Carlisle                                         | Troy otrzymuje awans na Inspektora i rozwiązuje swą ostatnią sprawę, przygotowując się do opuszczenia Midsomer – śmierć młodzieńca, zaprzysięgłego wroga Toma, pustelnika, żyjącego w okolicznych lasach. Tymczasem Barnaby zajmuje się sprawą nienaturalnej śmierci mężczyzny, którego szkielet został odkryty po obsunięciu się remontowanego tunelu.                |             |
| Złe wieści Bad Tidings                  | Peter J. Hammond     | Peter Smith (I)   | Czerwiec / lipiec 2003 4 stycznia 2004       | John Standing Helen Grace Esther Hall Ruth Jones John Normington                                            | Nowy sierżant Barnaby'ego DS Scott przyjeżdża do Midsomer na miejsce Troya. Kiedy Scott szuka mieszkania, zostaje zamordowana kobieta. W tym czasie Cully organizuje spotkanie ze szkolnymi znajomymi które nie kończy się zbyt dobrze... |             |
| Król rybak The Fisher King              | Isabelle Grey        | Richard Holthouse | Lipiec / Sierpień 2003 11 stycznia 2004      | Lynda Bellingham Malcolm Tierney Jim Carter Susannah Doyle Henry Ian Cusick Nicholas Rowe Terrence Hardiman | Gareth Heldman, który jak dowiaduje się Barnaby, był kobieciarzem, zostaje zamordowany Celtycką włócznią w Midsomer Barrow, w miejscu gdzie przed laty zginął podczas badań archeologicznych jego ojciec. Do miasta zaczynają zjeżdżać się wyznawcy celtyckich wierzeń by wziąć udział w ceremonii letniego przesilenia, która ma się odbyć w pobliżu miejsca zbrodni. |             |
| Ciemne sprawki Sins of Commission       | Elizabeth-Anne Wheal | Peter Smith (I)   | Wrzesień / Październik 2003 18 stycznia 2004 | Stella Gonet Rachel Bell Susan Engel Emma Buckley Donald Sumpter                                            | Podczas rocznicowego festiwalu literackiego zostaje zamordowany pisarz. Został znaleziony na dole schodów, z karkiem skręconym w sposób wymagający wojskowego szkolenia. Podejrzenia padają na Johna Dentona, która podczas festiwalu pretenduje do nagrody. |             |
| Śmiertelna pokusa The Maid in Splendour | Andrew Payne         | Richard Holthouse | Październik / listopad 2003 27 stycznia 2004 | William Gaunt Freddie Jones Raymond Coulthard Frances Tomelty Peter Hugo-Daly                               | Barman z pubu The Maid In Splendour, Jamie Cruickshank, zostaje zastrzelony przy starym domku w lesie. Kiedy kolejna osoba zostaje zabita w ten sam sposób Barnaby, zastanawia się czy Jamie nie zginął przez pomyłkę. |             |
| Śmierć w płomieniach The Straw Woman    | Jeff Dodds           | Sarah Hellings    | listopad / Grudzień 2003 29 lutego 2004      | Keith Barron Maggie O’Neill Jemima Rooper Richenda Carey Sarah Ball                                         | Podczas próby przywrócenia dawnych obrzędów, polegających na spaleniu dużej słomianej kukły kobiety, następuje tragedia – ktoś umieścił w środku nieprzytomnego wikarego, który ginie w płomieniach na oczach zgromadzonych. |             |

## Świąteczny odcinek specjalny (2004)
| Tytuł                                         | Scenariusz    | Reżyseria | Data produkcji Premiera            | Obsada | Historia | TV.com link |
| --------------------------------------------- | ------------- | --------- | ---------------------------------- | --- | --- | ----------- |
| Duch świąt minionych Ghosts of Christmas Past | David Hoskins | Renny Rye | Luty / marzec 2004 25 grudnia 2004 | Margery Mason Mel Martin Alice Patten Philip Quast Haydn Gwynne Kevin Doyle Daphne Oxenford Lydia Leonard | Dziewięć lat po samobójstwie Ferdinanda Villiersa jego rodzina spotyka się w jego starym domu, nie dowierzając jakoby istniał morderca chętny do zemsty. |             |

## Sezon ósmy (2004/2005)
| Tytuł                                          | Scenariusz        | Reżyseria         | Data produkcji Premiera                     | Obsada | Historia | TV.com link |
| ---------------------------------------------- | ----------------- | ----------------- | ------------------------------------------- | --- | --- | ----------- |
| Nocne strachy Things That Go Bump in the Night | Peter J. Hammond  | Peter Smith (I)   | Maj / czerwiec 2004 10 października 2004    | Mary Jo Randle Catherine Bradshaw Dearbhla Molloy Julian Curry                                                      | Przedsiębiorca pogrzebowy Patrick Pennyman zostaje znaleziony w swojej własnej kaplicy, podejrzenia zostają skierowane na miejscowy kościół spirytualistów, którzy twierdzą, że za morderstwo nie odpowiada jedna osoba. |             |
| Śmierć w wodzie Dead in the Water              | Douglas Watkinson | Renny Rye         | Czerwiec / lipiec 2004 17 października 2004 | Diana Quick Emma Amos Janet Brown Adrian Lukis Owain Yeoman Steve Redgrave                                          | Ciało Guya Sweetmana zostaje znalezione w Tamizie w dniu corocznych Regat Midsomer. Guy miał wielu wrogów więc sprawa nie jest prosta. |             |
| Śmiercionośna orchidea Orchis Fatalis          | Terry Hodgkinson  | Peter Smith (I)   | Lipiec / sierpień 9 stycznia 2005           | John Nettleton Harriet Walter Matt Bardock Geoffrey Chater Timothy Bateson                                          | Jedyna orchidea ze swojego gatunku, żółta roth, zostaje przemycona do Midsomer, powodując łańcuch zgonów rozpoczynający się na osobie, która ją przywiozła. |             |
| Bantling Boy                                   | Steve Trafford    | Sarah Hellings    | Wrzesień / październik 16 stycznia 2005     | Caroline Blakiston Anna Wilson-Jones Philip McGough Richard O’Callaghan Julia Ford Geoffrey Freshwater              | Trener koni Bruce Hartley, zostaje zamordowany po tym jak nie zgadza się by sprzedać wyścigowego konia, Bantling Boya, sprzeciwiając się decyzji pozostałych członków syndykatu, do którego należy koń. Syndykat skrywa mroczną tajemnicę, która prowadzi kogoś do kolejnych morderstw. |             |
| Dar jasnowidzenia Second Sight                 | Tony Etchells     | Richard Holthouse | Październik / listopad 23 stycznia 2005     | Owen Teale Wanda Ventham Geoffrey Whitehead                                                                         | John Ransom mdleje i umiera na zewnątrz pubu po bójce ze swym przyrodnim bratem o chrzest jego bratanicy. Na jego głowie zostają znalezione blizny po porażeniu prądem – okazuje się, że był królikiem doświadczalnym dla swojego brata, „Szalonego” Maxa, który przeprowadzał na nim badania, podejrzewając go o posiadanie dar do przewidywania zdarzeń, które winny być nieprzewidywalne, znany jako jasnowidzenie. |             |
| Drugie dno Hidden Depths                       | David Hoskins     | Sarah Hellings    | listopad / grudzień 13 marca 2005           | Oliver Ford Davies Sara Kestelman Robert Daws Robin Soans Ian Talbot                                                | Prawnik Nick Turner ginie, spadając ze swojego dachu. Czy było to morderstwo czy samobójstwo? Jaki związek z tym mają problemy finansowe ofiary i plotki rozsiewane przez jego rywala, Otto Benhama, jakoby Nick okradał swoich klientów. |             |
| Nieuczciwy konkurent Sauce for the Goose       | Andrew Payne      | Renny Rye         | Styczeń / luty 3 kwietnia 2005              | Annette Crosbie James Fleet David Ross Benedict Sandiford Lizzy McInnerny Geraldine Alexander John Quayle Ann Beach | W dniu spotkania rady nadzorczej firmy produkującej słynny przysmak Plummera, ginie jedna z osób z oprowadzanej po fabryce wycieczki. Mężczyzna zostaje odnaleziony nagi w sterylizatorze wykorzystującym parę o temperaturze 200 stopni. Po raz kolejny Barnaby i Scott muszą odnaleźć sprawcę. |             |
| Midsomerska Rapsodia Midsomer Rhapsody         | Richard Cameron   | Richard Holthouse | Luty / marzec 2 października 2005           | June Whitfield Frank Middlemass David Burke Oliver Cotton Christopher Benjamin Trevor Peacock                       | Stary nauczyciel muzyki, Arthur Leggot, zostaje zatłuczony na śmierć. Morderca ukradł manuskrypt autorstwa kompozytorki Joany Alder. Łatwe do przewidzenia jest, że tam gdzie podąża manuskrypt, tam podąża i zbrodnia. |             |

## Sezon dziewiąty (2005/2006)
| Tytuł                                                | Scenariusz        | Reżyseria         | Data produkcji Premiera                      | Obsada | Historia | TV.com link |
| ---------------------------------------------------- | ----------------- | ----------------- | -------------------------------------------- | --- | --- | ----------- |
| Dom w lesie The House in the Woods                   | Barry Simner      | Peter Smith (I)   | Maj / czerwiec 2005 9 października 2005      | George Baker Ruth Gemmell Gawn Grainger David Westhead Michael Elwyn                                                       | W pobliżu domu, który okoliczni mieszkańcy uważają za nawiedzony, zostają znalezione w swym samochodzie dwie zamordowane osoby. Zgodnie z celną uwagą jednego konstabla okazuje się, że zabito ich używając garoty. Pod nieobecność (nigdy w pełni nie wyjaśnioną), sierżanta Scotta, Konstabl Ben Jones zostaje awansowany na sierżanta i zostaje nowym pomocnikiem Barnaby’ego.                          |             |
| Martwe litery Dead Letters                           | Peter J. Hammond  | Renny Rye         | Czerwiec / Lipiec 2005 26 stycznia 2006      | Simon Callow David Bamber Tom Georgeson Caroline Goodall Sophie Thompson Elizabeth Spriggs                                 | W czasie trwania festynu w strumieniu zostaje znaleziona matka zamarłej dziewczynki, będącej kiedyś królową odbywającej się cyklicznie imprezy. Barnaby rozwiązując kolejną sprawę jest przekonany, że spotkał dwie osoby ze swojej wcześniejszej sprawy (Zabójstwa w Badger's Drift), jednak wtedy zostali oni brutalnie zamordowani...                                                                   |             |
| Lisica Vixen’s Run                                   | Michael Aitkens   | Peter Smith (I)   | Lipiec / sierpień 2005 5 marca 2006          | Joss Ackland Siân Phillips Annabel Mullion Sheila Ruskin Leslie Schofield Carol Macready Charles Kay John Franklyn-Robbins | Zamożny, cierpiący na nadwagę, arystokrata sir Freddy Butler umiera podczas posiłku na który zaprosił swoje trzy byłe żony. Chociaż zmarł z przyczyn naturalnych, sprawa nie jest wcale taka prosta jak się wydaje. |             |
| Śmierć szantażysty Down Among the Dead Men           | Douglas Watkinson | Renny Rye         | Wrzesień / październik 2005 12 marca 2006    | Paul Freeman Sam Kelly Julia McKenzie Christine Kavanagh Dermot Crowley Frank Mills                                        | Urzędnik zostaje zastrzelony w swoim domu. Wychodzi na jaw że zajmował się szantażem. Jedyną poszlaką jest numer telefonu, który prowadzi Barnaby'ego i Jonesa nad morze. |             |
| Chór Death in Chorus                                 | David Lawrence    | Sarah Hellings    | Styczeń / luty 2006 3 września 2006          | Peter Capaldi John Shrapnel Annabelle Apsion Sara Stewart                                                                  | Podczas przygotowań do dorocznego konkursu czterech chórów, główny tenor amatorskiego chóru z Midsomer Worthy, gdzie śpiewa także Joyce i Dr Bullard, ginie w niewyjaśnionych okolicznościach. Barnaby i Jones robią wszystko by zapobiec kolejnym zbrodniom. Jest to pięćdziesiąty nakręcony odcinek, którego nagranie ekipa świętowała wypiciem lampki szampana. Jednak został pokazany jako odcinek 48. |             |
| Lokalny konflikt Country Matters                     | Andrew Payne      | Richard Holthouse | listopad / grudzień 2005 10 września 2006    | Clare Holman Madeleine Potter Stuart Milligan Juliet Aubrey Dorian Healy Frank Mills                                       | Kampania przeciwko budowie supermarketu w Elverton cum-Laterly przybiera na sile, gdy Frank Hopkirk, badający grunty pod budowę, zostaje znaleziony zasztyletowany. |             |
| Sensacja roku Last Year’s Model                      | David Hoskins     | Richard Holthouse | Luty / marzec 2006 17 września 2006          | Thelma Barlow Guy Henry Siobhan Redmond Josette Simon Saskia Wickham Jamie Glover                                          | Gdy Annie Woodrow, oskarżona o zabójstwo Frances Trevelyan stawia się w sądzie na sprawie dotyczącej morderstwa, inspektor Barnaby zaczyna wątpić w dowody określające jej winę. |             |
| Cztery pogrzeby i wesele Four Funerals and a Wedding | David Hoskins     | Sarah Hellings    | Październik / listopad 2005 24 września 2006 | Daphne Oxenford Sian Thomas Struan Rodger Jessica Brooks Sandra Voe Lloyd McGuire                                          | Ciągnąca się dziewięćdziesiąt lat wojna płci skutkuje ofiarami po obu stronach: Mildred Danvers zostaje otruta, a wikary Rev Gant zastrzelony. |             |

## Sezon dziesiąty (2006/2007)
| Tytuł                                         | Scenariusz        | Reżyseria         | Data produkcji Premiera                 | Obsada | Historia | TV.com link |
| --------------------------------------------- | ----------------- | ----------------- | --------------------------------------- | --- | --- | ----------- |
| Taniec śmierci Dance with the Dead            | Peter J. Hammond  | Peter Smith (I)   | Maj / czerwiec 2006 12 listopada 2006   | Danny Webb Harriet Thorpe Felicity Dean Nicola Redmond                                                                                    | W starej bazie z okresu drugiej wojny światowej w Cooper's Cross młody mężczyzna dusi się spalinami w zabytkowym samochodzie, a jego dziewczyna znika. |             |
| Wewnętrzna bestia The Animal Within           | David Hoskins     | Renny Rye         | Czerwiec / lipiec 2006 19 stycznia 2007 | Samuel West Emily Woof Malcolm Stoddard John Cater Lisa Eichhorn Helen Masters Linda Bassett Freda Dowie                                  | Siostrzenica miejscowego fotografa, Rexa Mastersa, przyjeżdża z Filadelfii do Midsomer. Nie byłoby w tym nic dziwnego, gdyby nie to, że Rex powiedział wszystkim, że one nie żyje. Gdy okazuje się, że Rex nie żyje, kilka osób przedstawia różne testamenty. |             |
| Królewskie kryształy King’s Crystal           | Steve Trafford    | Peter Smith (I)   | Lipiec / sierpień 2006 26 stycznia 2007 | John Castle Ray Lonnen Tony Haygarth Sam Heughan Morris Perry                                                                             | Sześć miesięcy po tym jak współwłaściciel produkującej wyroby szklane firmy King’s Crystal, Alan King, zginął w Szanghaju, jego brat Charles ożenił się z jego żoną, mimo znaczącego sprzeciwu ze strony syna Alana, Iana. Księgowy firmy zostaje zadźgany przy pomocy masońskiego sztyletu. Barnaby prosi sierżanta Jonesa, który jest wolnomularzem, by udał się na spotkanie tamtejszej loży masońskiej i postarał się dowiedzieć czegoś co mogłoby pomóc w śledztwie. |             |
| Śmiertelna solówka The Axeman Cometh          | Michael Aitkens   | Renny Rye         | Sierpień / wrzesień 2006 2 lutego 2007  | Suzi Quatro Phil Davis Philip Madoc James Cosmo Michael Angelis Rachel Davies David Horovitch Mike Read                                   | Ulubiony zespół rockowy Barnaby'ego Hired Gun, łączy się by dać występ w Midsomer, jednak ktoś jest zdeterminowany by im w tym przeszkodzić. |             |
| Śmierć i proch Death and Dust                 | Douglas Watkinson | Sarah Hellings    | Październik / listopad 2006 8 maja 2007 | Stephanie Cole Gareth Thomas Nigel Betts Sam Hazeldine Daphne Oxenford                                                                    | Dr Alan Delaney zostaje śmiertelnie potrącony przez samochód. Barnaby wkrótce odkrywa, że celem był kolega z pracy Delaneya, Jim Kirkwood, który ma wielu wrogów. |             |
| Obraz niewinności Picture of Innocence        | Andrew Payne      | Richard Holthouse | listopad / grudzień 2006 3 czerwca 2007 | Nigel Anthony Andrew Tiernan Adrian Scarborough Richard Lintern Montserrat Lombard Lynn Farleigh Liza Goddard                             | Morderca dusi fotografa, Lionela Bella, który miał sfotografować malownicze drzewo. Kolejne poszlaki wskazują na powiązanie Barnaby'ego ze sprawą, zostaje on odsunięty od sprawy i figuruje jako jeden z podejrzanych. Zamiast niego śledztwem zajmuje się inspektor Martin Spellman, jednak Barnaby wciąż robi co może by złapać mordercę. |             |
| Szkarłatny kwiat They Seek Him Here           | Barry Purchese    | Sarah Hellings    | 2007 27 marca 2008                      | Kieran Bew Desmond Barrit Nicky Henson Richard Hope Nick Thomas-Webster Marian McLoughlin Matthew Marsh Fiona Mollison Jay Villiers       | Nick Cheney, kiedyś odnoszący sukcesy reżyser, teraz kręci niskobudżetowe filmy. Obecnie zajmuje się The Scarlet Pimpernel, który powstaje w Magna Manor. Były skazaniec, Jed Norris, zatrudniony do ochrony planu filmowego, znajduje w nocy reżysera ściętego przy pomocy gilotyny będącej jednym z rekwizytów. |             |
| Śmierć w bombonierce Death in a Chocolate Box | Tony Etchells     | Richard Holthouse | 2007 11 maja 2008                       | Chris Barrie Christopher Fairbank Edward Petherbridge Clare Higgins Sue Jenkins Keith Drinkel Marcia Warren Sion Tudor Owen Martyn Whitby | Zresocjalizowany przestępca Ronnie Tyler przygotowuje się do opuszczenia Midsomer Holm, gdzie znajduje się dom opieki społecznej. W cichej wsi znajduje się historyczna camera obscura. Miejsce Ronniego w domu opieki zajmuje Eddie Marston, który komplikuje zadanie Barnaby’emu. |             |

## Sezon jedenasty (2007/2008)
| Tytuł                                              | Scenariusz       | Reżyseria         | Premiera      | Obsada | Historia | TV.com link |
| -------------------------------------------------- | ---------------- | ----------------- | ------------- | --- | --- | ----------- |
| Krew i wesele Blood Wedding                        | David Lawrence   | Peter Smith       | 6 lipca 2008  | Charles Edwards, Elisabeth Dermot Walsh, Sam Hazeldine, John Burgess, Daphne Oxenford                             | Ślub pomiędzy sir Nedem Fitzroyem a Beth Porteous zostaje zakłócony morderstwem druhny. Tymczasem Cully przygotowuje się do ślubu z Simonem Dixonem. Na ślubie pojawia się sierżant Troy oraz dziadkowie Cully. |             |
| Śmierć o zmierzchu Shot at Dawn                    | Michael Aitkens  | Richard Holthouse | ?             | Donald Sinden Samantha Bond George Cole Brian Capron                                                              | Odsłonięcie pomnika upamiętniającego pierwszą wojnę światową, znajdującego się w Midsomer Parva, doprowadza do kilku śmierci. |             |
| Śmierci na pożarcie Left for Dead                  | Michael Crompton | Renny Rye         | 13 lipca 2008 | | Podczas zbierania podpisów pod petycją przeciwko budowie drogi w małej wsi w Midsomer, w jednym z domów zostają odnalezione dwie osoby, izolujące się od społeczności, z których jedna zmarła z przyczyn naturalnych, druga natomiast została zrzucona ze schodów. A za ich śmiercią stoi skrywana od dawna mroczna tajemnica.                                                                                       |             |
| Życie w Midsomer Midsomer Life                     | David Hoskins    | Peter Smith       | 13 lipca 2008 | Richard Ward, Serena Gordon, Simon Williams, David Crow, Debbie Chazen, Pooky Quesnel, Daniel Hill, Selina Cadell | Charlie Finleyson zostaje znaleziony w swoim samochodzie w Dray's Copse, nie żyje od dwóch tygodni. Jego żona Christina wydaje się obojętna na informacje o jego śmierci. Barnaby ma wrażenie, że Christina pokłóciła się z Guyem Sandysem, wydawcą magazynu Midsomer Life. |             |
| Siostrzeniec Czarnoksiężnika The Magician's Nephew | Michael Russell  | Richard Holthouse | 27 lipca 2008 | | Jean Wildacre, ginie podczas pokazu magicznego zorganizowanego dla dzieci, zatruta jadem tropikalnej żaby. Barnaby i Jones prowadzą śledztwo poznając sekretny świat Magicznego Koła Midsomer – grupy tworzącej kiedyś kult. Ernest Balliol i jego rodzina wciąż wierzą w prawdziwość czarnej magii i pałają szczerą nienawiścią do Aloysiusa Wilmingtona, który w swej książce wykazał nieprawdziwość ich rytuałów. |             |
| Rozmowy z zaświatami Talking to the Dead           | David Lawrence   | Sarah Hellings    |               | | Dwie pary, opiekujące się dużą posiadłością, będącą byłym klasztorem, znikają w pobliżu nawiedzonego lasu, w którym ponoć pojawiają się duchy klasztornych mnichów. |             |

## Świąteczny odcinek specjalny (2008)
| Tytuł                           | Scenariusz           | Reżyseria | Premiera        | Obsada | Historia | TV.com link |
| ------------------------------- | -------------------- | --------- | --------------- | ------ | --- | ----------- |
| Rządy bezprawia Days of Misrule | Elizabeth-Anne Wheal | Renny Rye | 24 grudnia 2008 |        | Zbliżają się święta, a śledczy z Couston przechodzą obóz szkoleniowy pomagający im nawiązywać relacje grupowe. Zajęcia prowadzone są w bazie wojskowej, gdzie miejsce ma eksplozja samochodu dostawczego. Jak się okazuje – wybuch został przez kogoś wywołany. |             |

## Sezon dwunasty (2009/2010)
| Tytuł                                  | Scenariusz      | Reżyseria         | Premiera             | Obsada | Historia | TV.com link |
| -------------------------------------- | --------------- | ----------------- | -------------------- | ------ | --- | ----------- |
| Śmiertelny zakręt The Dogleg Murders   | Andrew Payne    | Richard Holthouse | 22 czerwca 2009      |        | W elitarnym klubie golfowym Whiteoaks Golf Club jeden z członków zostaje zatłuczony na śmierć kijem golfowym w lesie przy 13 dołku nazywanym Crisp's Folly. Śledztwo ujawnia hazard i zakłady pomiędzy członkami, ktoś wewnątrz klubu trudni się nielegalnym pożyczaniem pieniędzy. Gdy ma zostać wybrany pierwszy miejscowy członek klubu morderca atakuje ponownie. |             |
| Czarna księga The Black Book           | Nicholas Martin | Peter Smith       | 5 sierpnia 2009      |        | Odnaleziony zostaje obraz słynnego pejzażysty z Midsomer, Henry’ego Hogsona. Wystawiony na aukcję osiąga niesamowitą cenę 400000 funtów. Kilka godzin po aukcji zostaje zamordowana znalazczyni obrazu, jak się okazuje, torturowana przed śmiercią. By lepiej zrozumieć sprawę Barnaby postanawia dowiedzieć się więcej o artyście w czym pomaga mu Matilda Simms kierująca miejscową Akademią Sztuk Pięknych. Inspektor odkrywa coś ciekawego na temat autentyczności części obrazów Hogsona. |             |
| Tajemnice i szpiedzy Secrets and Spies | Michael Aitkens | Renny Rye         | 29 czerwca 2009      |        | Były tajny agent Geoffrey Larkin przybywa do Midsomer Parva, gdzie odwiedza Allenby House, posiadłość prowadzoną przez sir Malcolma Fraziera, jego syna Nicky’ego (Peter Davison) i żonę Nicky’ego Jenny, również byłych agentów, zajmujących się dworem z ramienia służb specjalnych. Geoffrey zostaje niemal rozszarpany na śmierć. Mieszkańcy zaczynają mówić o ataku „bestii z Midsomer”. Kiedy Barnaby zaczyna dostrzegać powiązania między Allenby House i zimnowojenną przeszłością agentów z morderstwem zostaje odsunięty od sprawy przez MI6. Jednak gdy morderca atakuje ponownie, zostaje przywrócony do sprawy.                                                                                             |             |
| Usterka The Glitch                     | Michael Russell | Richard Holthouse | 23 września 2009     |        | George Jeffers z uniwersytetu w Midsomer prowadzi badania nad nowym układem scalonym, Kernel Logic. Wynalazek ten ma szanse ułatwić zarządzanie ruchem powietrznym i przynieść inwestorom ogromny zysk. Jeffers, mimo ciągłych ponagleń ze strony Clintona Finna, jednego z inwestorów, ciągle wstrzymuje wprowadzenie wynalazku do produkcji, prowadząc dodatkowe badania. Zakłada możliwość wystąpienia błędu, który może spowodować poważną katastrofę. Jednak opóźnienia mogą spowodować spore straty. Gdy potrącona podczas jazdy na rowerze, ginie nauczycielka będąca w związku z Jeffersem, Barnaby podejrzewa, że nie był to wypadek, tylko nieudany zamach i próba pozbycia się wstrzymującego prace naukowca. |             |
| Dobre uczynki Small Mercies            | Peter Hammond   | Peter Smith       | 28 października 2009 |        | W zbudowanym z miniaturowych modeli miasteczku, będącym jednym z głównych atrakcji turystycznych Little Worthy zostaje znaleziony zamordowany mężczyzna. Ciało zostało ułożone pośród figurek w ten sposób, by przypominało związanego Guliwera. Motyw ten pojawia się też szkolnych pracach dzieci. |             |
| Dwie twarze The Creeper                |                 | Renny Rye         | 27 stycznia 2010     |        | Tajemniczy złodziej zwany Cieniem zakrada się w nocy do domów i okrada je, gdy ich mieszkańcy śpią. Sprawca jest nieuchwytny. Gdy po włamaniu do posiadłości rodziny Chettham goszczący u nich David Roper umiera w nocy w niewyjaśnionych okolicznościach sprawa robi się poważna. |             |
| Dobry i lepszy The Great and the Good  |                 | Richard Holthouse | 14 kwietnia 2010     |        | Nauczycielka z miejscowej szkoły, budzi okolicznych mieszkańców, wzywając pomocy z okien swego domu. Ma wrażenie, że ktoś wchodzi w nocy do jej mieszkania. Gdy sytuacja się powtarza, wzywa policję i wybiega przerażona z domu. Gdy na miejsce dociera policja w ogrodzie zostaje odnaleziony trup, a nauczycielka nie jest pewna, czy to ona nie zabiła znalezionej osoby lunatykując. |             |

## Sezon trzynasty (2010/2011)
1. [074] The Made for Measure Murder
2. [075] The Sword of Guillaume
3. [076] Blood on the Saddle
4. [077] The Silent Land
5. [078] Master Class
6. [079] The Noble Art
7. [080] Not In My Backyard
8. [081] Fit for Murder

## Sezon czternasty (2011/2012)
1. [082] Death in the Slow Lane
2. [083] Dark Secrets
3. [084] Echoes of the Dead
4. [085] The Oblong Murders
5. [086] The Sleeper under the Hill
6. [087] The Night of the Stag
7. [088] A Sacred Trust
8. [089] The Rare Bird

## Sezon piętnasty (2012/2013)
1. [090] The Dark Rider
2. [091] Murder of Innocence
3. [092] Written in the Stars
4. [093] Death and the Divas
5. [094] The Sicilian Defence
6. [095] Schooled in Murder

## Sezon szesnasty (2013/2014)
1. [096] The Christmas Haunting
2. [097] Let Us Prey
3. [098] Wild Harvest
4. [099] The Flying Club
5. [100] The Killings at Copenhagen

## Sezon siedemnasty (2015)
1. [101] The Dagger Club
2. [102] Murder by Magic
3. [103] The Ballad of Midsomer County
4. [104] A Vintage Murder

## Sezon osiemnasty (2016)
1. [105] Abyś miał ciało... (Habeas Corpus)[2]
2. [106] Incydent w Cooper Hill (The Incident at Coopers Hill)[2]
3. [107] Zerwany łańcuch (Breaking the Chain)[2]
4. [108] Upadek kunsztu (A Dying Art)[2]
5. [109] Święci i grzesznicy (Saints and Sinners)[2]
6. [110] Żniwa dusz (Harvest of Souls)[2]

## Sezon dziewiętnasty (2016/2017)
1. [111] Odrodzenie (The Village That Rose from the Dead')[3]
2. [112] Zbrodnia i kara (Crime and Punishment)[3]
3. [113] Ostatni gasi światło (Last Man Out)[3]
4. [114] Czerwone kły i pazury (Red in Tooth and Claw)[3]
5. [115] Zabójcza perswazja (Death by Persuasion)[3]
6. [116] Przekleństwo dziewiątej (The Curse of the Ninth)[3]

## Sezon dwudziesty (2018)
1. [117] Nawiedzone opactwo (The Ghost of Causton Abbey)[4]
2. [118] Śmierć ornitologa (Death of the Small Coppers)[5]
3. [119] Śmierć narysowana (Drawing Dead)[6]
4. [120] Lwy z Causton (The Lions of Causton)[7]
5. [121] Dopóki śmierć nas nie rozłączy (Till Death Do Us Part)[8]
6. [122] Kto się boi klaunów (Send in the Clowns)[9]

## Sezon dwudziesty pierwszy (2020)
1. [123] Równowaga (The Point of Balance)[10]
2. [124] Minimorderstwa (The Miniature Murders)[11]
3. [125] Żądło śmierci (The Sting of Death)[12]
4. [126] Niecierpliwość (With Baited Breath)[13]

## Sezon dwudziesty drugi (2021-2022)
1. [127] The Wolf Hunter of Little Worthy[14]
2. [128] The Stitcher Society[14]
3. [129] Happy Families[14]
4. [130] The Scarecrow Murders[14]
5. [131] For Death Prepare[14]
6. [132] The Witches of Angel’s Rise[14]

## Sezon dwudziesty trzeci (2022-2023)
1. [133] The Blacktrees Prophecy[15]
2. [134] The Debt of Lies[15]
3. [135] A Grain of Truth[15]
4. [136] Dressed to Kill[15]

## Sezon dwudziesty czwarty (2023)
1. [137] The Devil's Work[16]
2. [138] Book of the Dead[16][17]
3. [139] Claws Out[16][17]
4. [140] A Climate of Death[16]